# Campylopus bolivianus
Campylopus bolivianus là một loài rêu trong họ Dicranaceae. Loài này được Thér. ex J.-P. Frahm mô tả khoa học đầu tiên năm 1981.